# 吳珙 (成化進士)
吳珙（1431年—？），字廷瑞，福建延平府南平縣人，民籍。明朝政治人物。進士出身。

## 生平
福建鄉試第二十六名。成化八年（1472年）壬辰科會試第一百九十七名，殿試登進士第三甲第一百零五名。

## 家族
曾祖父吳仁澤。祖父吳壽。父亲吳勝。